# Michael Gahler
Michael Gahler (ur. 22 kwietnia 1960 we Frankfurcie nad Menem) – niemiecki polityk i prawnik, poseł do Parlamentu Europejskiego IV, V, VI, VII, VIII, IX i X kadencji.

## Życiorys
Po odbyciu służby wojskowej w Koblencji, studiował prawo na uczelniach w Moguncji i Dijon. W 1987 zdał Państwowy Egzamin Prawniczy pierwszego stopnia, a po trzyletniej aplikacji prawniczej także drugiego stopnia. Od 1991 był zatrudniony w ministerstwie spraw zagranicznych jako referent.
Od 1993 do 1995 był także pracownikiem Unii Chrześcijańsko-Demokratycznej w jej biurze międzynarodowym. Od 1986 do 1989 był radnym miasta Hattersheim nad Menem, następnie przez dwanaście lat zasiadał w radzie powiatu Main-Taunus. Pełnił kierownicze funkcje w młodzieżówce chadeckiej Junge Union.
W 1999 z listy CDU objął pod koniec IV kadencji wakujący mandat deputowanego do Parlamentu Europejskiego. Od tego czasu skutecznie ubiegał się o reelekcję w kolejnych wyborach w 1999, 2004, 2009, 2014, 2019 i 2024.

## Odznaczenia
- Order „Za zasługi” II klasy – Ukraina, 2022[3]
- Biały Krzyż „Honor et Gloria” (nr 540) – Ukraina, 2024[4]